# 200255 Weigle
200255 Weigle este o planetă minoră (asteroid) din centura de asteroizi. A fost descoperită pe 10 noiembrie 1999 la Observatorul Național Kitt Peak de Marc Buie⁠(d). 
Obiectul prezintă o orbită caracterizată de o semiaxă mare de 2,6512578162397 UAi, o excentricitate de 0,14, o înclinație de 1,3 ° în raport cu ecliptica.